# Transzverzális hullám

A fény számos különböző transzverzális hullámból tevődik össze.

Transzverzális síkhullám terjedése egy 2d rácson.

Transzverzális gömbhullám terjedése egy 2d rácson.

A transzverzális hullám olyan hullám, ami a haladási irányára merőlegesen kelt rezgéseket a közegben, amiben terjed. Ezzel szemben a longitudinális hullám a haladási irányban kelt rezgéseket.
Ilyen hullámok az elektromágneses hullámok (fény, rádióhullámok, gamma-sugárzás stb.), és a rezgő húrok. 
A rezgő húr transzverzális hullám, ahogy a víz felszínén látható hullámok is. A fény sok különböző transzverzális elektromágneses hullámból tevődik össze. Ha az összetevők rezgésének iránya megegyezik, polarizációról beszélünk. Transzverzális a földrengéseket okozó szeizmikus hullámok egyik típusa, az S-hullám is. 
Folyadékok belsejében nincsenek transzverzális hullámok; onnan tudjuk, hogy a Föld magja folyékony, hogy a transzverzális hullámok nem hatolnak át rajta.
A matematikában a transzverzális hullámoknak rotációja van, és a vektoriális hullámegyenlettel írhatók le, szemben a longitudinális hullámokkal, amiknek divergenciája van, és a skaláris hullámegyenlettel írhatóak le.

## Lásd még
- Longitudinális hullám
- Transzverzális módus

## Külső hivatkozások
- Seismic Wave Demonstrations and Animations – szeizmikus hullámok katalógusa animációkkal, Larry Braile, Purdue University
- Transverse Travelling Wave – interaktív szimuláció
- Wave types Archiválva 2016. november 29-i dátummal a Wayback Machine-ben – animációk és filmfelvételek